# こやぶるSPORTS
『こやぶるSPORTS』（こやぶるスポーツ）は、関西テレビで2017年10月7日から放送されていたスポーツバラエティ番組シリーズ。小籔千豊（吉本新喜劇座長）の冠番組で、2019年3月までは『コヤぶるッ!SPORTS』というタイトルで放送していた。2021年4月13日放送分から、『こやぶるSPORTS 超』（こやぶるスポーツ　スーパー）に改題。同年9月28日でレギュラー放送を終了してからも、12月31日まで特別番組として不定期で放送。

## 概要
小籔がMCを務めた『イキザマJAPAN』（2014年10月から2017年6月まで月1回に放送されたアスリートへのインタビュー番組）をベースに、放送週に催された主なスポーツから、「ぶるッ!」と感じさせるシーンを視聴者に紹介。また、本田望結（女優・フィギュアスケート選手）をアシスタントに起用した。
番組開始から2018年3月31日までは、毎週土曜日の17:00 - 17:30に生放送。第2回（2017年10月14日）には、直前に放送されていた『プロ野球クライマックスシリーズ・セ1stステージ第1戦 阪神タイガース対横浜DeNAベイスターズ』に続き、本番組内で引き続き野球中継を実施した（ステーションブレイクがなかったため、同時ネットしていたテレビ新広島では試合終了後のインタビュー中に唐突に自社制作番組『全力応援 スポーツLOVERS』に移る形となった）。小籔・本田・金村は中継先の阪神甲子園球場から出演した。
2018年度（2018年4月 - 2019年3月）には、放送枠を毎週日曜日の8:25 - 8:55に編成していた。この期間には生放送か放送直前の撮って出しで主に対応していたが、月に1～2回程度事前収録を実施。本田が現役のフィギュアスケート選手や女優としての活動を優先する場合には、女性タレントや関西テレビのアナウンサーが、本田に代わってアシスタントを務めていた。
2019年4月からは、番組タイトルの表記を『こやぶるSPORTS』へ変更するとともに、毎週土曜日17:00 - 17:30での生放送を再開。NPBのレギュラーシーズン中には、この年から阪の一軍監督に就任した矢野燿大が、月に1回のペースで「月刊!矢野総括 阪神のほんまのところ!」というコーナーへレギュラーで登場している。
放送枠を土曜日の17時台前半に編成する時期には、関西テレビが土曜日の午後に自社制作で阪神戦を中継する週に中継対象の試合が当番組の時間帯まで続いていれば、中継先の放送席と当番組のスタジオをつなぎながら最大で17:30まで中継を内包していた。
2021年には、4月第2週から、放送時間を毎週火曜日の0:25 - 0:55（月曜日の深夜）に変更。タイトルも『こやぶるSPORTS超』に改めた。3月まで深夜に放送されていた『かまいたちの机上の空論城』の放送枠を4月改編で毎週土曜日の17:00 - 17:30へ移動させたことに伴う変更で、変更を機に「超」（スーパー）という文字を番組のタイトルへ新たに入れたのは、「いわゆる『スーパーアスリート』の今だから明かせる裏話、感動秘話、ピンチ脱出法などから学ぶことを新たな発見につなげる」というコンセプトを新たに打ち出したことによるという。また、『こやぶるSPORTS超』では基本として事前に収録した内容を放送するため、労働基準法によって深夜の生放送番組への出演が制限される未成年者の本田（深夜帯での放送開始の時点では16歳）も収録に同席。その一方で、NPBレギュラーシーズン中の毎月最終週には、『こやぶるSPORTS』時代に続いて「月刊!矢野総括」を1コーナー（「矢野総括超」）として放送していた。
2021年9月28日で、『こやぶるSPORTS』時代から続けてきたレギュラー放送を終了。翌10月からは、事前収録のまま不定期での放送に移行した。なお、移行期間中に阪神がセントラル・リーグ2位、『コヤぶるッ!SPORTS』時代から特集で随時取り上げていたオリックス・バファローズが（ブルーウェーブ時代の1996年以来）25年振りのパシフィック・リーグ優勝によってクライマックスシリーズ進出を揃って決めたことから、移行後の初回は『こやぶるSPORTS超 オリックスV感動秘話&逆襲の阪神日本一決戦スペシャル』というタイトルで10月31日（日曜日）の16:00 - 17:00に放送された。
ちなみに、2017年以降の年内最終放送は、『プロ野球昭和40年会vs48年会』（1992年から2012年までの年末特別番組）の企画をベースに、事前収録による特別編として編成。2021年12月31日放送の『こやぶるSPORTS超　優勝オリ&猛虎&金メダリスト　野球に駅伝にゴン攻めスペシャル』で、『こやぶるSPORTS』から4年3ヶ月にわたったシリーズに終止符を打った。
その一方で、関西テレビでは2022年の7月25日深夜（26日未明）から、『8SPORTS』（エイト・スポーツ）という1時間の収録番組を『こやぶるSPORTS 超』と同じ時間帯（月曜深夜）にレギュラーで放送。『こやぶるSPORTS』シリーズで随時放送されていた現役アスリートへのドキュメンタリーや、新旧のアスリートによる対談企画を事実上引き継いでいる。放送の間隔は月1回（基本として第4月曜日の深夜）で、『こやぶるSPORTS』シリーズから一転してレギュラーの進行役を立てておらず、本田やトップレベルのスポーツを経験していないタレントの出演も見送っている。

## 主なコーナー
- 月刊!矢野総括 阪神のほんまのところ!（『こやぶるSPORTS』時代）→矢野総括超（『こやぶるSPORTS超』時代）
  - 『こやぶるSPORTS』時代の2019年3月24日から、毎月1回（主に第1週か最終週）に放送。阪神の戦い振りや選手などについて、同球団ファンのシャンプーハットこいでや小籔が矢野に鋭い質問を投げ掛けながら、矢野の本音やチームの内情に迫っていた。
  - 『こやぶるSPORTS超』への移行を機に「矢野総括超（スーパー）」へ改題したが、放送の頻度は変わらず、シャンプーハットこいでが「阪神大好き学（まな）ぶる芸人」という肩書でインタビュアーを引き続き務めていた。
  - ちなみに矢野は、阪神二軍監督時代の2018年にも、NPBオフシーズン中の『こやぶるSPORTS』にゲストで出演。『こやぶるSPORTS』シリーズが終了した2022年限りで阪神の一軍監督を退くと、2023年から野球解説者として（本数契約扱いで）関西テレビ制作の阪神戦中継や情報番組へ随時登場している。

### 『こやぶるSPORTS』時代
- Tokyoぶるッと2020 
  - 関西テレビの放送対象地域である関西地方に縁があって、2020年東京オリンピック・2020年東京パラリンピック（実際には『こやぶるSPORTS超』時代の2021年夏季に開催）への出場を目指していたアスリートを取材するコーナー。
- オリたちを忘れるな!
  - オリックス・バファローズの現役選手が、VTRを通じて小籔に悩みを相談する企画。コーナータイトルには、関西テレビの本社がある大阪市の球場（京セラドーム大阪とオセアンバファローズスタジアム舞洲）を本拠地に使用しているにもかかわらず、阪神に比べて忘れられがちなオリックス選手からの願いを込めていた。VTRに登場する選手やアシスタントの本田が、右手の拳を左胸に当てる仕草を見せながら、「オリたちを忘れるな!」と叫ぶことが特徴。
  - オリックス・バファローズ選手以外のアスリートへのインタビューを放送する場合にも、そのアスリートから小籔に悩みを相談する企画が、ノンタイトルでエンディング付近に組み込まれていた。『こやぶるSPORTS超』への移行後も、スタジオに迎えた「超アスリートゲスト」から小籔へ悩みを相談する企画として継続。

## 出演者
MC
- 小籔千豊（2017年10月7日 - 2021年12月31日）

アシスタント
- 本田望結（2017年10月14日 - 2021年12月31日）

2018年10月から、本田が出演できない放送回には、基本として谷元星奈か舘山聖奈（いずれも関西テレビアナウンサー）がアシスタントを担当。以前は、下記のタレントやアナウンサーがアシスタント代理を務めていた。
宇都宮まき（2017年10月7日）
入矢麻衣（2018年2月3日）
高橋真理恵（関西テレビアナウンサー、2019年6月22日）
「阪神大好き学ぶる芸人」（「矢野総括超」にのみインタビュアーとして出演）
- シャンプーハットこいで（恋さん）

『こやぶるSPORTS』時代には、「スポーツ大好き芸人」という肩書で、シャンプーハットの相方（てつじ）と揃ってスタジオにもレギュラーで登場していた。

### 『こやぶるSPORTS』時代
スポーツ解説
- 金村義明
- 田尾安志
- 広澤克実
- 片岡篤史（2019年1月13日 - ）
- 藤川球児（2021年2月6日 - 、阪神タイガーススペシャルアシスタント・NHK野球解説者） - 「スペシャル解説者」という肩書で、「球児通信」という解説企画シリーズを担当。

広澤と藤川以外は、出演時点で関西テレビ・フジテレビの野球解説者。藤川は、2021年3月28日から『S-PARK』（フジテレビ制作・全国ネットのスポーツ情報番組）のコメンテーター陣に加わっているほか、関西テレビ制作の阪神戦中継でも同年から「ゲスト解説者」として出演している。

### 備考
『こやぶるSPORTS 超』では、小籔・本田と「学ぶる芸人」（まなぶるげいにん：パネラー）の出演によるスタジオトークを収録する方式へ移行。「学ぶる芸人」については、収録ごとに異なる芸人（初回から第3回まではチュートリアルの徳井義実）が登場した。
基本として「超アスリートゲスト」（初回から第3回までは清原和博）もスタジオに迎えていたが、毎回迎えるとは限らず、「現役アスリートへの密着取材映像から学ぶ」という趣旨で小籔・本田・「学ぶる芸人」だけがスタジオへ登場する回もあった。『こやぶるSPORTS』時代に登場していたスポーツ解説者からは、藤川が第7回（2021年5月25日放送分）から3回にわたって出演。

## 放送時間
| 放送期間       | 放送期間       | 放送時間（JST）                |
| -------------- | -------------- | ------------------------------ |
| 2017年10月14日 | 2018年03月31日 | 土曜 17:00 - 17:30             |
| 2018年04月08日 | 2019年03月30日 | 日曜 08:25 - 08:55             |
| 2019年04月06日 | 2021年03月27日 | 土曜 17:00 - 17:30             |
| 2021年04月13日 | 2021年09月28日 | 火曜 00:25 - 00:55（月曜深夜） |

### 備考
- 2013年から年末年始（主に12月31日の夕方）に放送されているスポーツ関連の特別番組（『ボク達同級生!プロ野球昭和40年会VS48年会』シリーズ）は、当番組の放送を開始した2017年から2021年まで、当番組ベースの特別番組として編成されていた。
  - 2021年版の野球対決（芸能人オールスターズ対プロ野球古田レジェンド軍）には小籔と本田が「芸能人オールスターズ」に参加することから、NPBの歴史に名を残す大打者（中日ドラゴンズの一軍打撃コーチへ就任する前の中村紀洋→本田が「大ファン」であることを公言している鳥谷敬）を『こやぶるSPORTS 極』のゲストに迎えた回で「小籔&望結 ホームランプロジェクト」（スタジオ収録の最後に小籔と本田が上記のゲストから「野球対決でホームランを打てるコツ」をバットスイングの実技混じりで教わる企画）を放送していた。
- NPBレギュラーシーズン開幕直前（毎年3月下旬）の深夜に、関西テレビおよびフジテレビ系列局のプロ野球解説者の一部が公開討論スタイルでセントラル・リーグとパシフィック・リーグの順位予想を披露する特別番組も、2019年から2021年までは当番組の特別編と位置付けられていた。
- 日曜日時代の2018年9月9日は、『FNS27時間テレビ「にほん人は何を食べてきたのか?」』放送のため休止。
- セ・パ交流戦期間中の2019年6月8日には、フジテレビ系列局の北海道文化放送でも、臨時ネット扱いで当番組を放送した。関西テレビが制作した阪神対北海道日本ハムファイターズデーゲーム中継（14:00開始）の相互ネットを日本ハムの地元系列局として実施したところ、中継枠の終了時刻である17:00を過ぎても試合が続いていたため、当番組の枠内で中継を延長したことによる。なお、（当番組での延長分を含めた）中継では、日本ハムのOBでもある当番組レギュラーの片岡が解説を担当。試合自体は、当番組放送中の17:19に終了した。
- 2020年・2021年の1月最終土曜日には、放送の翌日（日曜日）に開催を控える大阪国際女子マラソン（関西テレビがフジテレビ系列全国ネット向けの中継を制作・放送）を中心に取り上げる関係で、放送枠を16:30 - 17:30に拡大していた。
- 事前収録の『こやぶるSPORTS超』へ移行してからの半年間（レギュラー放送の終了まで）は、『2時45分からはスローでイージーなルーティーンで』（平日の14:45 - 15:45に関西ローカルで生放送の情報番組で通称『スロイジ』）の月曜分で、ニュースコーナーの最後（15:40頃）にニュースキャスターの石田一洋（関西テレビのスポーツアナウンサー）が当日深夜（翌日未明）放送分の概要を紹介していた。その一方で、移行前（『こやぶるSPORTS』時代）まで放送していた阪神・オリックス戦のダイジェストやスポーツ関連の取材特集を、『スロイジ』全曜日（月 - 金曜日）のニュースコーナーの後半に編成。直近1週間の主なスポーツの話題については、『スロイジ』と『こやぶるSPORTS超』の間（月曜日の夕方18時台）に関西ローカルで放送される「週刊おしゃスポ」（『報道RUNNER』第2部のスポーツコーナー）[6]でまとめて取り上げるようになった。
- 2021年8月28日（土曜日）には、『こやぶるSPORTS超』のスペシャル版を15:57 - 17:00に編成。レギュラーの放送枠を月曜日の深夜（火曜日の未明）へ移してからおよそ4ヶ月振りに、土曜日午後での放送を復活させていた。

## スタッフ
- ナレーション：豊田康雄、吉原功兼（いずれも関西テレビアナウンサー）
- 構成：鈴木一史、仲森広樹
- TD：井上佑介
- カメラ：伊地知孝仁
- 音声：井田憲吾
- VE：山本謙吾
- 照明：中村貴志
- 電飾：増本正壽
- EED：松元篤史
- タイトル：川邊祥子、坂上莉奈
- MA：小鑓雄也、小野慎也
- 効果：桂英一
- 美術プロデューサー：山本映子
- 美術制作：万膳志帆
- 美術進行：西口英希
- デザイン：山本直人
- 大道具：平井淳士
- 装飾：萬浪隆史
- メイク：パウダー
- 衣装：東京衣装
- 技術協力：カムワーク、エディックス
- 編成：池田篤史
- 宣伝：松川さやか
- 映像協力：フジテレビ
- 衣装協力：flower
- ディレクター：田中啓太郎、杉浦圭太、庄司孝、藤原陸、田中潤
- チーフディレクター：宮下育雄（以前はディレクター）
- プロデューサー：澤田淳司（以前はチーフディレクター）
- 制作：関西テレビクリエイティブ本部スポーツ局 スポーツ部
- 制作著作：関西テレビ

### 過去のスタッフ
- 編成：和泉亮、居川大輔（居川→2019年6月まではプロデューサー）
- 宣伝：川上翔子、姫野健太